# دريفترز
دريفترز (باليابانية: ドリフターズ، بالروماجي: Dorifutāzu) (بالإنجليزية: Drifters)‏ هي سلسلة مانغا يابانية من تأليف ورسم كوتا هيرانو، صدرت في 30 أبريل عام 2009، في مجلة يونغ كينغ أورز [الإنجليزية]. أنتجت إلى أوفا ثم إلى أنمي تلفزيوني، من قبل استوديو هودز إنترتينمنت. عرض في 7 أكتوبر عام 2016. وتكون من 12 حلقة + 3 أوفا.

## القصة
تدور أحداث القصة حول (شيمازو تويوهيسا) وهو ساموراي كان يقتال في معركة (سيكيجاهارا) وتعرض لأصابة خطيرة وقاتلة وبينما كان يمشي في أرض المعركة يجد نفسه نقل إلى مرر فيه الكثير من الابواب وفي نهاية الممر كان بانتظاره رجل يدعى (مورساكي) ويرسله إلى اقرب الابواب حيث يجد نفسه في عالم آخر حيث يلتقي بمحاربين عظماء مثله الذين نقلوا إلى هذا العالم ليكونوا جزء من مجموعه تعرف باسم التائهون.

## الشخصيات

### التائهون
موراساكي (باليابانية: 紫، بالروماجي: Murasaki)
أداء صوتي: ميتسورو مياموتو
شيمازو تويوهيسا (باليابانية: 島津 豊久، بالروماجي: Shimazu Toyohisa)
أداء صوتي: يويتشي ناكامورا
أودا نوبوناغا (باليابانية: 織田 信長، بالروماجي: Oda Nobunaga)
أداء صوتي: ناويا أوتشيدا
ناسو نو يويتشي (باليابانية: 那須 与一، بالروماجي: Nasu Yoichi)
أداء صوتي: ميتسكي سايغا
حنبعل برق (باليابانية: ハンニバル・バルカ، بالروماجي: Hannibaru Baruka)
أداء صوتي: يوتاكا أوياما
سكيبيو الإفريقي (باليابانية: スキピオ・アフリカヌス، بالروماجي: Sukipio Afurikanusu)
أداء صوتي: هيروشي ياناكا
بوتش كاسيدي (باليابانية: ブッチ・キャシディ، بالروماجي: Butchi Kyashidi)
أداء صوتي: دايسكي أونو
سندانس كيد (باليابانية: サンダンス・キッド، بالروماجي: Sandansu Kiddo)
أداء صوتي: واتارو تاكاغي
ناوشي كانو (باليابانية: 菅野直، بالروماجي: Kan'no Naoshi)
أداء صوتي: تاتسوهيسا سوزوكي
تامون ياماغوتشي (باليابانية: 山口 多聞، بالروماجي: Yamaguchi Tamon)
أداء صوتي: يوتاكا ناكانو

### النهايات
إيسي (باليابانية: イーズィー، بالروماجي: Easy)
أداء صوتي: كاناي إيتو
الملك الأسود (باليابانية: 黒王، بالروماجي: Kokuō)
أداء صوتي: تايتن كوسونوكي
هيجيكاتا توشيزو (باليابانية: 土方 歳三، بالروماجي: Hijikata Toshizō)
أداء صوتي: هيروكي ياسوموتو
جان دارك (باليابانية: ジャンヌ・ダルク، بالروماجي: Jan'nu Daruku)
أداء صوتي: جونكو ميناغاوا
غيل دي ريز (باليابانية: ジルドレ، بالروماجي: Jirudore)
أداء صوتي: كينجي نومورا
أناستاسيا نيكولايفنا (باليابانية: アナスタシア・ニコラエヴァ・ロマノヴァ، بالروماجي:  Anasutashia Nikoraevua Romanovua)
أداء صوتي: جونكو كيتانيشي
غريغوري راسبوتين (باليابانية: グリゴリー・ラスプーチン، بالروماجي: Gurigorī Rasupūchin)
أداء صوتي: ماساهيكو تاناكا
أكيتشي ميتسوهيدي (باليابانية: 明智 光秀 Akechi Mitsuhide)
أداء صوتي: شو هايامي
ميناموتو نو يوشي (باليابانية: 源 義経، بالروماجي: Minamoto Yoshitsune)
أداء صوتي: أكيرا إيشيدا

### إمبراطورية أورتي
أدولف هتلر (باليابانية: アドルフ・ヒトラー، بالروماجي: Adorufu Hitorā)
الكونت سان جرمي (باليابانية: サン・ジェルミ伯، بالروماجي: San Jerumi Haku)
أداء صوتي: توموكازو سوغيتا
ميلز (باليابانية: ミルズ، بالروماجي: Miruzu)
أداء صوتي: هيروفومي نوجيما
آرام (باليابانية: アラム، بالروماجي: Aramu)
أداء صوتي: إيشين تشيبا
أليستا (باليابانية: アレスタ، بالروماجي: Aresuta)
أداء صوتي: كينجي فوكودا
فلامي (باليابانية: フラメ، بالروماجي: Furame)
أداء صوتي: كوجي يوسا

### منظمة الأكتوبريين
أبي نو سيمي (باليابانية: 安倍 晴明، بالروماجي: Abe no Seimei)
أداء صوتي: تاكاهيرو ساكوراي
أولمينو (باليابانية: オルミーヌ، بالروماجي: Orumīnu)
أداء صوتي: شيهو كوكيدو
كافيت (باليابانية: カフェト، بالروماجي: Kafeto)
أداء صوتي: ماساكازو نيشيدا

### الجان
مارك (باليابانية: マルク، بالروماجي: Maruku)
أداء صوتي: توموكو تسوزوكي
ماشا (باليابانية: マーシャ، بالروماجي: Māsha)
أداء صوتي: سايوري إيشيزوك
شارا (باليابانية: シャラ، بالروماجي: Shara)
أداء صوتي: جونجي ماجيما

### آخرون
التنين البرونزي (باليابانية: 青銅竜، بالروماجي: Seidōryu)
أداء صوتي: رينتارو نيشي
دوغ (باليابانية: ドグ، بالروماجي: Dogu)
أداء صوتي: ريكي كاغامي
بانزلماشين شيلوك الثامن (باليابانية: バンゼルマシン・シャイロック8世، بالروماجي: Banzerumashin shairokku Ha-sei)
أداء صوتي: تومواكي ماينو

## وصلات خارجية
- موقع الأنمي الرسمي (باليابانية)
- دريفترز عند Dark Horse Comics
- دريفترز عند فنميشن

دريفترز على موقع ANN manga (الإنجليزية)